# Babići (Plužine)
Pour les articles homonymes, voir Babići.
Babići (en serbe cyrillique : Бабићи) est un village de l'ouest du Monténégro, dans la municipalité de Plužine.

## Démographie

### Évolution historique de la population
| 1948 | 1953 | 1961 | 1971 | 1981 | 1991 | 2003 |
| ---- | ---- | ---- | ---- | ---- | ---- | ---- |
| 71   | 72   | 66   | 51   | 36   | 19   | 8    |